# 贴现窗口
贴现窗口（Discount Window）是央行向金融机构提供短期融资的货币政策工具，用以应对短期的流动性短缺问题。由中央银行设定的贴现窗口借贷利率通常也被称为贴现利率或者贴放利率，通常低于银行间同业拆放利率。
贴现窗口通常是中央银行提供的最后融资渠道（lender of last resort），此时商业银行用短期的政府债券，国库券，银行承兑票据等短期高质量的票据到央行进行贴现以获取流动性。近年来，在美国，贴现率通常比联邦基准利率高1%，因此，贴现利率对于货币供应量的影响非常微弱，贴现窗口更多的只行使一个安全阀的角色来缓解短期流动性压力（非紧急情况下，央行通常使用公开市场操作来满足市场的储备资金需求），缓解系统性压力危机，并避免财务健康的银行因短期突发性支付而意外透支。